# Steven Yearley
Steven Yearley (né à Walthamstow, North East London, en 1956), est un sociologue britannique. Il est professeur de sociologie de la connaissance scientifique à l'université d'Édimbourg (depuis 2005) et directeur du Genomics Forum. 
Proche de celles de Harry Collins, ses recherches s'inscrivent dans les domaines des Science Studies, des Science and technology studies (STS) et de la sociologie de l'environnement dont il est l'un des initiateurs. Il s'intéresse particulièrement aux controverses environnementales impliquant des aspects scientifiques majeurs ou des situations de prises de décision où des citoyens interviennent dans les débats scientifiques. Il privilégie les sujets où se rencontrent le scientifique et le social.

## Principales publications
- Science and sociological practice, Milton Keynes : Open University Press, 1984.
- Science, technology, and social change, London ; Boston : Unwin Hyman, 1988.
- avec Ian Varcoe et Maureen McNeil (éd.), Deciphering science and technology : the social relations of expertise, Basingstoke : Macmillan, 1990.
- avec Ian Varcoe et Maureen McNeil (éd.), The new reproductive technologies, London : Macmillan, 1990.
- The green case : a sociology of environmental issues, arguments and politics, London : Harper Collins Academic, 1991.
- avec Harry Collins, « Epistemological Chicken », dans Andrew Pickering (ed.), Science as Practice and Culture, University of Chicago Press, 1992.
- avec Susan Baker et Kay Milton (éd.), Protecting the periphery : environmental policy in peripheral regions of the European Union, Ilford : Frank Cass, 1994.
- Sociology, environmentalism, globalization : reinventing the globe, London : Sage, 1996.
- How do the world's environmental problems come to be "global" ?, London : Sage, 1996.
- Making sense of science : understanding the social study of science, London : SAGE, 2004.